# SummerSlam (2024)
SummerSlam 2024 року або SummerSlam: Cleveland — шоу професійного реслінгу, організоване компанією WWE. Це було 37-е щорічне шоу SummerSlam, котре відбулося у суботу, 3 серпня 2024 року (за місцевим часом), на стадіоні Клівленд Браунс Стедіум у Клівленді, штат Огайо. Подія транслювалася за принципом передплаченої трансляції (PPV) та лайвстримінгом і проводилася за участі реслерів з брендових підрозділів компанії RAW та SmackDown. Це був другий захід SummerSlam, який відбувся у Клівленді, після заходу 1996 року, що проходив на арені Gund Arena (зараз відома як Rocket Mortgage FieldHouse).
Це перший SummerSlam, що відбувся після злиття WWE з Ultimate Fighting Championship (UFC), дочірньою компанією Endeavor у вересні 2023 року під прапором TKO Group Holdings. Це перший SummerSlam під брендом TKO і перший, який не перебував під прямим контролем сім'ї Макменів. Це також останній SummerSlam, який транслювався в прямому ефірі на WWE Network, що буде закритий у січні 2025 року на всіх ринках, де його послуги ще доступні, а контент WWE перейде до Netflix.
На шоу було проведено сім поєдинків. У головній події Коді Роудс переміг Соло Сікоа в матчі за «правилами Родоводу», зберігши за собою титул Беззаперечного  чемпіона WWE від бренду SmackDown. В інших важливих боях Гюнтер переміг Деміана Пріста технічним підкоренням і завоював титул Чемпіона світу у важкій вазі, а Дрю Макінтайр переміг Сі Ем Панка. Також на шоу відбулось повернення Романа Рейнса до WWE після перерви у 4 місяця (був відсутній з Реслманії XL).

## Сюжети
Шоу включало в себе 7 поєдинків, котрі стали результатом сценарних сюжетних ліній. Результати визначалися сценаристами WWE на брендах RAW та SmackDown, а сюжетні лінії створювались на щотижневих телевізійних шоу WWE: Monday Night RAW та Friday Night SmackDown.
23 травня 2024 року, під час виступу на WWE Experience в Саудівській Аравії, керівник креативного відділу WWE Пол «Тріпл Ейч» Левек оголосив, що переможці турнірів «Король рингу» та «Королева рингу» отримають титульні поєдинки за світові чемпіонські титули свого бренду на SummerSlam. На King and Queen of the Ring, двома днями пізніше, Гюнтер з RAW та Ная Джакс зі SmackDown виграли відповідні турніри, таким чином заробивши матчі за титул чемпіона світу у важкій вазі Деміана Пріста та за титул чемпіонки WWE Бейлі відповідно.
У середині 2023 року, після того, як дії Рії Ріплі коштували Лів Морган титулу командної чемпіонки WWE, у них був запланований матч, однак він так і не розпочався, бо Рія жорстоко атакувала Лів сталевим стільцем. Ріплі пошкодила плече Морган і вибила її з ладу на кілька місяців. Морган повернулася до виступів на Королівській Битві 2024 року в січні і розпочала тур помсти. Її метою було відібрати у Ріплі титул чемпіонки світу, відплативши таким чином за те, що Рія вибила Лів з ростеру на кілька місяців. В епізоді RAW від 8 квітня Морган напала на Ріплі за лаштунками, що призвело до травми правої руки Рії і змусило її відмовитися від чемпіонського титулу. Протягом наступних кількох тижнів Морган почала демонструвати все більше лиходійських рис у поведінці. На шоу King and Queen of the Ring Морган виграла чемпіонство світу у матчі з Беккі Лінч після раптового втручання сюжетного коханця Ріплі, «Брудного» Домініка Містеріо. Після цього Лів почала спокушувати Домініка, вважаючи, що він навмисно допомагав їй у виграних поєдинках, хоча члени угруповання Домініка «Судний день» намагалися розлучити їх. В епізоді RAW від 8 липня Морган і Домінік об'єдналися, щоб перемогти «Латиноамериканський Світовий Порядок» (Рея Містеріо і Зеліну Вегу). Лів і молодший Містеріо святкували першу перемогу Домініка над батьком і той майже піддався й поцілував Морган, але Ріплі несподівано повернулася і чемпіонка втекла, поки Рія сварила Домініка. Наступного тижня Ріплі кликала Морган на ринг й поставила вимогу — матч на SummerSlam за титул чемпіонки світу серед жінок. Морган з'явилася на екрані-титантроні і згодилась.
На Реслманії XL, у квітні Коді Роудс переміг Романа Рейнса у матчі «за правилами Родоводу» і здобув титул Беззаперечного  чемпіона WWE, незважаючи на зусилля «Родоводу», котрий намагався перешкодити перемозі Роудса. Після цієї події, лідер угруповання Рейнс і його колега Скеля взяли паузу у виступах, а Соло Сікоа став виконуючим обов'язки лідера. Згодом той вигнав з гурту Джиммі Усо і додав до складу «Тонганців» (Тама Тонга і Тонга Лоа) і Джейкоба Фату. Менеджера гурту Пола Геймана також вигнали після того, як він відмовився визнати Сікоа новим вождем племені Родоводу. На Money in the Bank Родовід (Сікоа, Фату і Тама) переміг Роудса, Кевіна Оуенса і Ренді Ортона в командному матчі три-на-три, до того ж Сікоа утримав Роудса. На наступному SmackDown угруповання самоанців розповідало про свою перемогу, але Роудс втрутився і сказав, що знає про бажання Сікоа провести матч за титул беззаперечного чемпіона WWE на SummerSlam і прийняв виклик. Після цього Родовід напав на нього і відбив атаку Ортона, а потім кинув Ренді силовою бомбою (англ. Powerbomb) на стіл коментаторів. Під час епізоду SmackDown перед SummerSlam було прийнято рішення, що поєдинок буде проходити за «правилами Родоводу» (де-факто без обмежень).
Протягом декількох місяців Ел Ей Найт намагався отримати матч проти Логана Пола за титул чемпіона Сполучених Штатів WWE. Під час відбіркового матчу Money in the Bank в епізоді SmackDown від 28 червня Найт утримав Пола. Найт не зміг перемогти в самому матчі з драбинами Money in the Bank, але в наступному епізоді SmackDown він зробив важливе зауваження про те, як він утримав Пола, щоб потрапити в цей матч з драбинами й згодом кинув виклик Полу за його пояс. Підписання контракту відбулося в епізоді від 19 липня, що зробило поєдинок офіційним — бій пройде у рідному місті Пола, Клівленді.
На шоу Money in the Bank Семі Зейн переміг Брона Брейккера і зберіг за собою титул Інтерконтинентального чемпіона WWE. Після цього Брейккер почав жорстоко переслідувати Зейна та Ілью Драгунова протягом наступних кількох тижнів з наміром знову зустрітися із Зейном за титул. У випуску RAW від 22 липня Брейккер мав зустрітися з Драгуновим у матчі, а переможець двобою битиметься з Зейном за титул Інтерконтинентального чемпіона на SummerSlam. Брейккер жорстоко побив Драгунова, змусивши рефері зупинити бій і таким чином оголосити переможцем Брона.
На Survivor Series: WarGames у листопаді 2023 року, одразу після чоловічого матчу «Воєнні Ігри», в якому брали участь Сет «Фрікін» Ролінc і Дрю МакІнтайр, Сі Ем Панк повернувся до WWE після майже 10-річної відсутності. Це викликало великий гнів як з боку Роллінса, так і з боку МакІнтайра. Згодом Сет і Панк почали ворогувати і Панк вийшов на чоловічий матч Royal Rumble в січні з наміром перемогти і кинути виклик Роллінсу в боротьбі за титул чемпіона світу у важкій вазі на Реслманії XL. МакІнтайр також взяв участь у Рамблі і під час матчу Панк травмувався, розірвавши правий трицепс. Після цього Дрю виграв чоловічий матч Elimination Chamber на однойменному шоу, аби зустрітися з Роллінсом у двобої за титул на Реслманії, одночасно висміюючи Панка через його травму. Згодом Панк був призначений спеціальним запрошеним коментатором матчу Роллінса та МакІнтайра на Реслманії, який Дрю виграв і таким чином завоював титул. Після матчу МакІнтайр зловтішався над Панком, котрий у відповідь напав на шотландця, дозволивши Деміану Прісту використати свій контракт Money in the Bank і завершити рейн МакІнтайра на позначці у менш ніж шість хвилин. Панк знову коштував МакІнтайру титулу на Clash at the Castle: Scotland та на Money in the Bank, коли Дрю реалізовував контракт Money in the Bank, який він щойно виграв. В останньому випадку втручання Панка не лише коштувало МакІнтайру титулу, але й Роллінсу, оскільки той саме бився з Прістом за титул, коли Макінтайр спробував використати свій контракт. Зрештою, це призвело до того, що матч між МакІнтайром та Панком, який був допущений до боїв медиками, було заплановано на SummerSlam, а Роллінс був призначений спеціально запрошеним суддею. На фінальному RAW перед SummerSlam Роллінс заявив, що він буде поблажливим у призначеному матчу, маючи на увазі, що, вірогідно, не буде дискваліфікації або відрахувань.

## Матчі
| №                                                    | Результати                                                                                | Умови                                                              | Час   |
| ---------------------------------------------------- | ----------------------------------------------------------------------------------------- | ------------------------------------------------------------------ | ----- |
| 1                                                    | Лів Морган (c) перемогла Рію Ріплі (з «Брудним» Домініком Містеріо) утриманням опонентки. | Одиночний матч за Чемпіонство світу серед жінок                    | 15:55 |
| 2                                                    | Брон Брейккер переміг Семі Зейна (c) утриманням опонента.                                 | Одиночний матч за Інтерконтинентальне чемпіонство WWE              | 5:40  |
| 3                                                    | Ел Ей Найт переміг Логана Пола (c) (з Machine Gun Kelly) утриманням опонента.             | Одиночний матч за Чемпіонство Сполучених Штатів WWE                | 12:00 |
| 4                                                    | Ная Джакс перемогла Бейлі (c) утриманням опонентки.                                       | Одиночний матч за Чемпіонство WWE серед жінок                      | 12:30 |
| 5                                                    | Дрю МакІнтайр переміг Сі Ем Панка утриманням опонента.                                    | Одиночний матч Спеціально запрошений рефері — Сет «Фрікін» Роллінс | 17:00 |
| 6                                                    | Гюнтер переміг Деміана Пріста (c) технічним підкоренням опонента.                         | Одиночний матч за Чемпіонство світу у важкій вазі                  | 16:40 |
| 7                                                    | Коді Роудс (c) переміг Соло Сікоа утриманням опонента.                                    | Матч за «правилами Родоводу» за Беззаперечне чемпіонство WWE       | 29:10 |
| \| (c) \| – чемпіон(-и) на момент старту поєдинку \| |                                                                                           |                                                                    |       |
| (c)                                                  | – чемпіон(-и) на момент старту поєдинку                                                   |                                                                    |       |